# Peugeot 208 I
| Crashtest-Ergebnisse          |                                 |
| Sterne im Euro NCAP-Crashtest | 5 Sterne im Euro NCAP-Crashtest |
| Insassenschutz                | 88 % (32 Punkte)                |
| Kindersicherheit              | 78 % (38 Punkte)                |
| Fußgängerschutz               | 61 % (22 Punkte)                |
| Aktive Sicherheit             | 83 % (8 Punkte)                 |

Der Peugeot 208 I ist ein Kleinwagen des französischen Fahrzeugherstellers PSA Peugeot Citroën. Er ist der Nachfolger des Peugeot 207. Das Modell wurde im März auf dem Auto-Salon in Genf vorgestellt und kam am 21. April 2012 auf den europäischen Markt, zunächst mit Schrägheck und drei oder fünf Türen. Im Juni 2015 erfuhren alle Modelle ein Facelift. Im März 2019 wurde auf dem Genfer Auto-Salon das Nachfolgemodell 208 II vorgestellt.

## Ausstattung

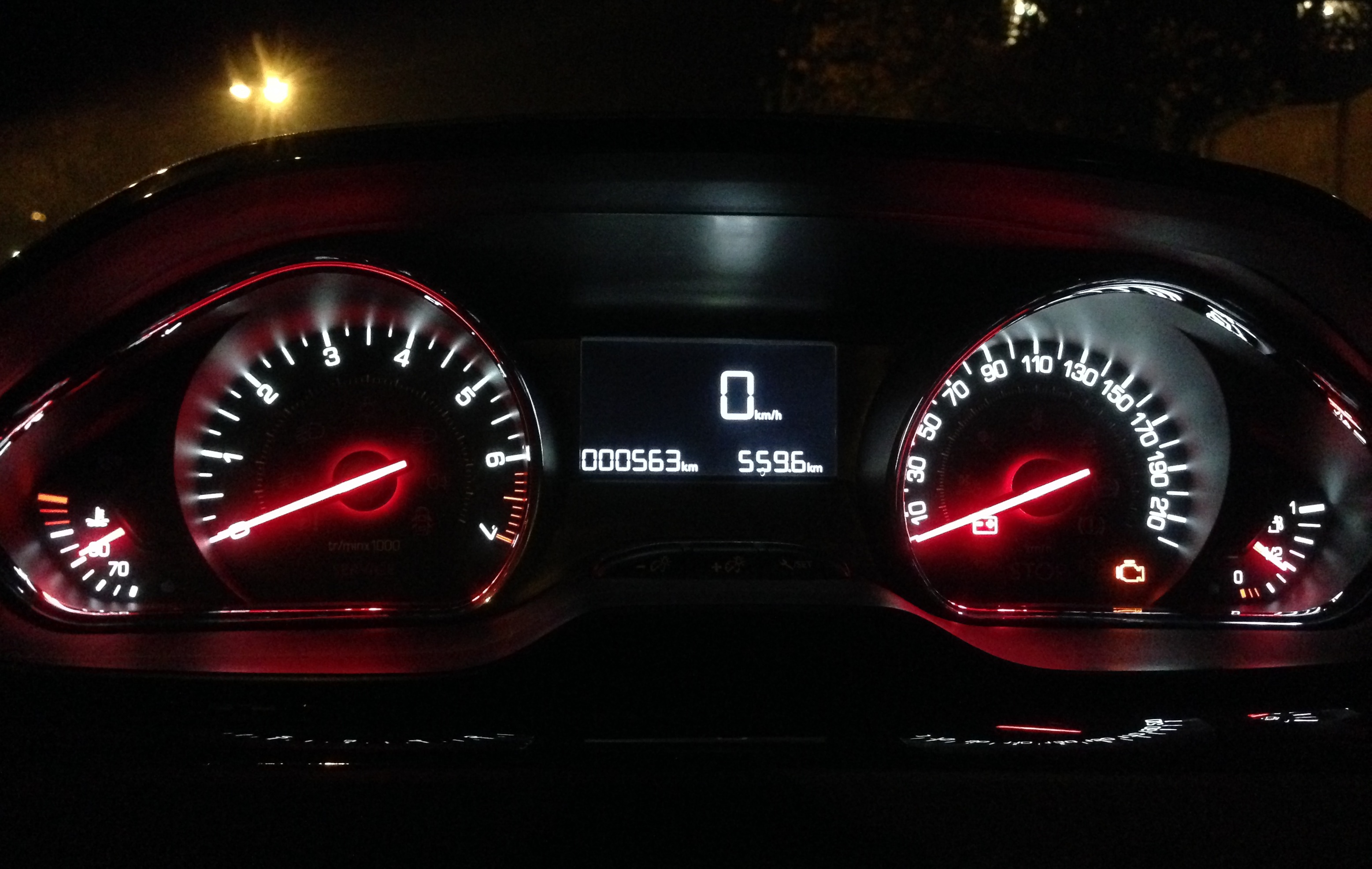
Anzeigeinstrumente des Peugeot 208

Der 208 ist in drei Ausstattungslinien erhältlich: Access, Active und Allure. Zur Basisausstattung Access zählen Antiblockiersystem, Antriebsschlupfregelung, Fahrdynamikregelung (ESP), ein Tempomat sowie sechs Airbags. Zusätzlich dazu sind Modelle mit der Linie Active mit einer Audioanlage, einer Klimaanlage sowie einem Lederlenkrad und einem 7-Zoll-Touchscreen-Monitor, über den der Bordcomputer und die Audioanlage bedient wird, ausgestattet. Die höchste Ausstattungslinie Allure bietet darüber hinaus ein verchromtes Auspuffendrohr, 16 Zoll große Leichtmetallräder, Nebelscheinwerfer, eine 2-Zonen-Klimaautomatik und Sportsitze.
Der seit März 2013 erhältliche GTi baut auf der gehobenen Ausstattung des 208 Allure auf, unterscheidet sich jedoch in einigen Merkmalen wie den Sitzen oder dem Heckspoiler. 2015 wurde der besonders sportliche 208 GTi by Peugeot Sport präsentiert.
Seit dem Facelift (2015) ist eine Rückfahrkamera, ein City Notbremsassistent (Active City Brake) und die Mirror Screen Funktion verfügbar.
Ferner werden die Sondermodelle Like, Style, XY, Urban Move und Signature angeboten.

## Technische Daten
Zunächst standen zwei Otto- und drei Dieselmotoren zur Auswahl. Im September 2012 kamen neu entwickelte Dreizylinder-Ottomotoren, darunter auch der sogenannte PureTech-Motor, und das Modell 208 155 THP  auf den Markt. Der 155 THP leistete 115 kW (156 PS) und war nur mit drei Türen erhältlich. Seit 2013 ist auch ein 147 kW (200 PS) starker Ottomotor im GTi erhältlich. Der schon im 207 verwendete 1,6-l-Motor ist in Zusammenarbeit mit BMW entstanden und wird von PSA zum Beispiel auch im RCZ oder DS3 eingebaut.
Alle Modelle werden über die Vorderräder angetrieben. Die stärkeren Motoren mit 156/200 PS sowie der Diesel mit 115 PS werden an ein Sechsgang-Schaltgetriebe gekoppelt, alle anderen haben ein 5-Gang-Schaltgetriebe. Die beiden schwächeren Diesel können wahlweise mit einem automatisierten Fünfgang-Schaltgetriebe ausgestattet werden.
Die Räder sind einzeln aufgehängt, die vorderen an MacPherson-Federbeinen und Querlenkern, die hinteren mit einer Verbundlenkerachse. Die Lenkung arbeitet mit Ritzel und Zahnstange. Bei allen Modellen sind die Bremsscheiben vorn innenbelüftet, hinten haben die Modelle mit Dreizylinder-Ottomotoren und dem schwächsten Dieselmotor hingegen Trommelbremsen. Alle anderen Modelle haben auch an der Hinterachse Scheibenbremsen.
Der Nachfolger des 207 ist in allen Dimensionen (Länge: – 7 cm, Breite/Höhe: – 1 cm) kleiner und auch das Leergewicht ist im Durchschnitt um rund 110 kg, maximal um bis zu 173 kg geringer. Der Radstand blieb jedoch gegenüber dem Vorgängermodell gleich.
Das seit Januar 2015 erhältliche Dieselmodell BlueHDi FAP 120 mit der Euro-6-Abgasnorm hat ein SCR-Katalysator und einen AdBlue-Tank, ebenso der BlueHDi FAP 100.

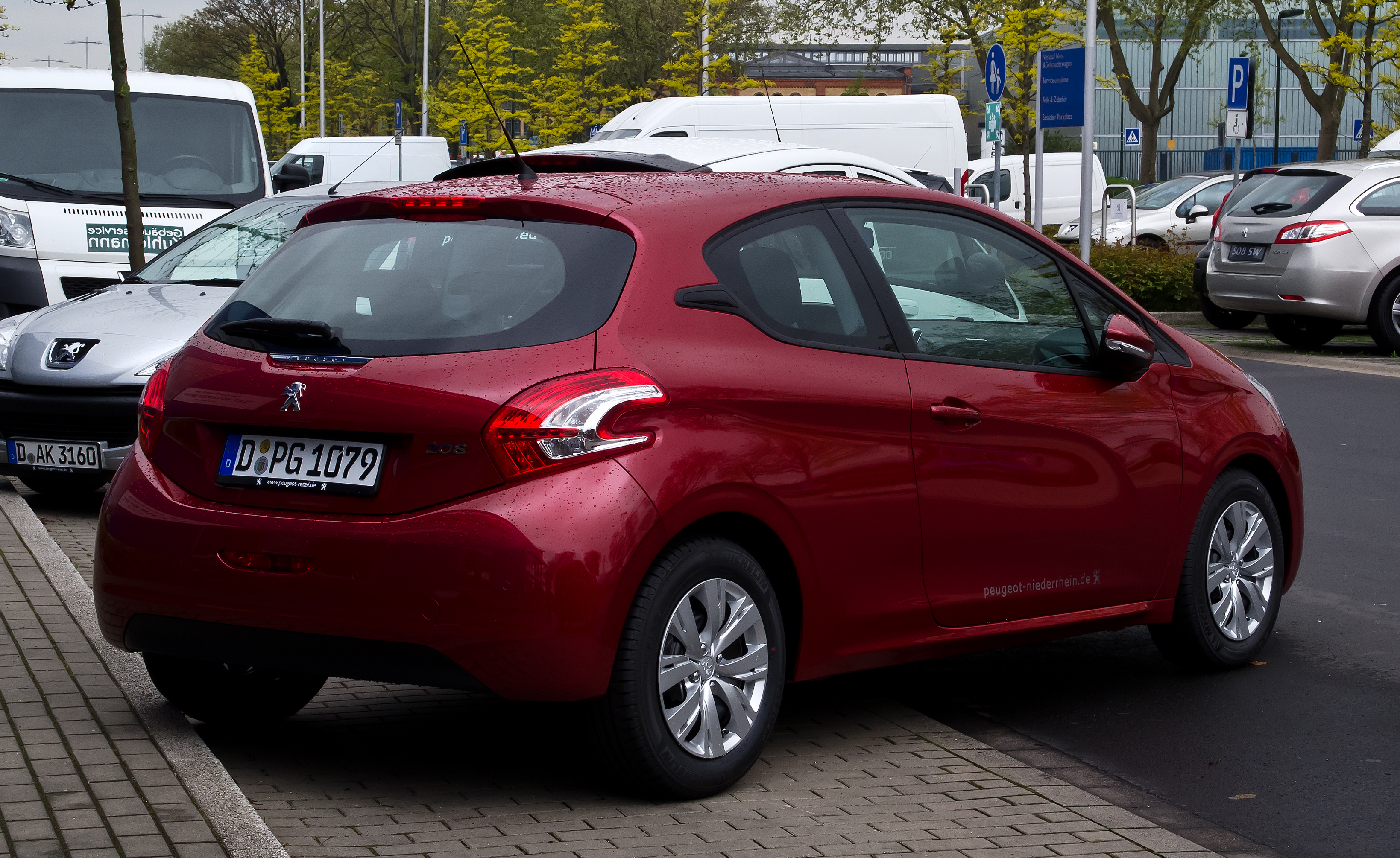
Heckansicht
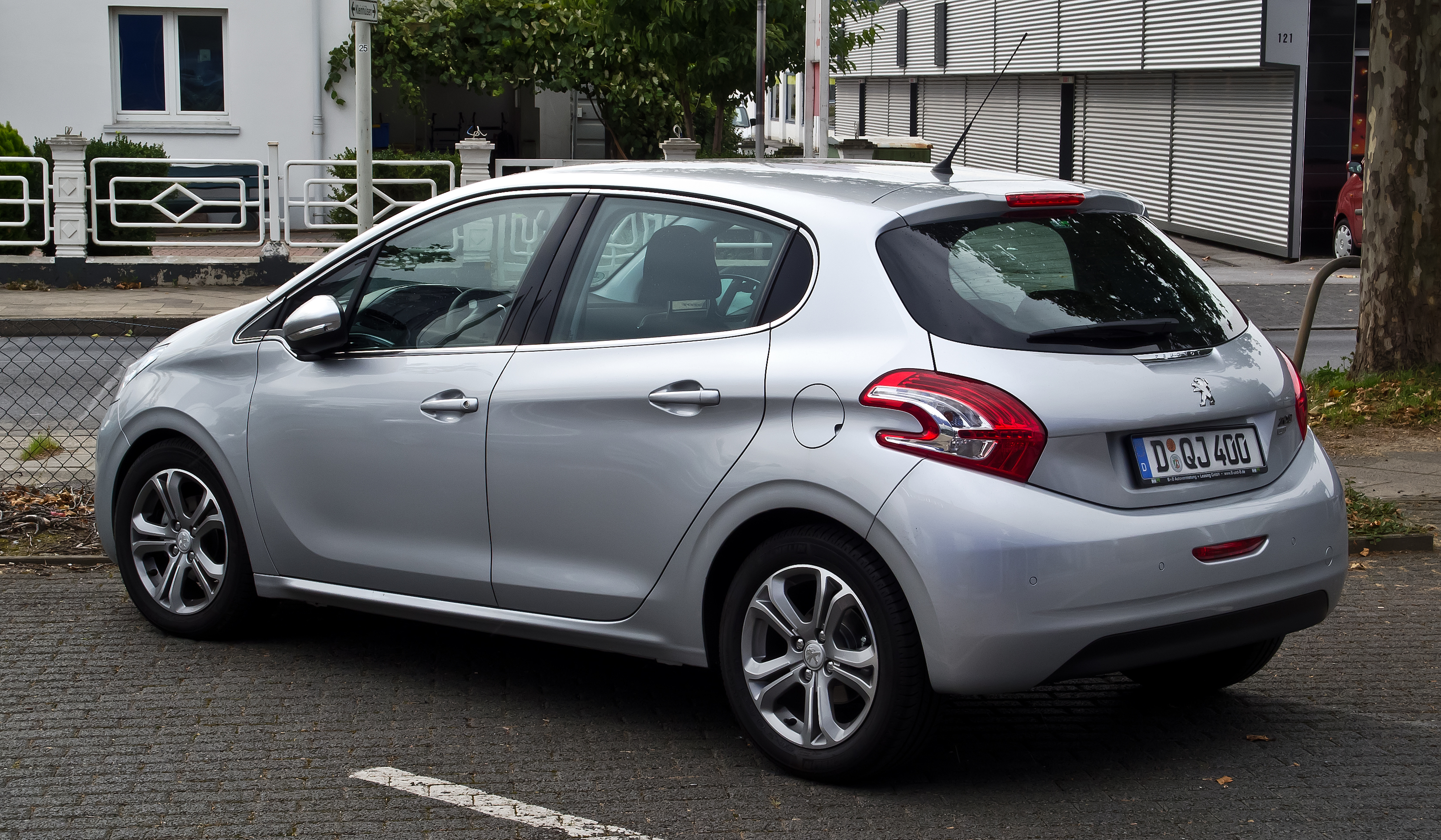
Peugeot 208 Allure Fünftürer (2012–2015)
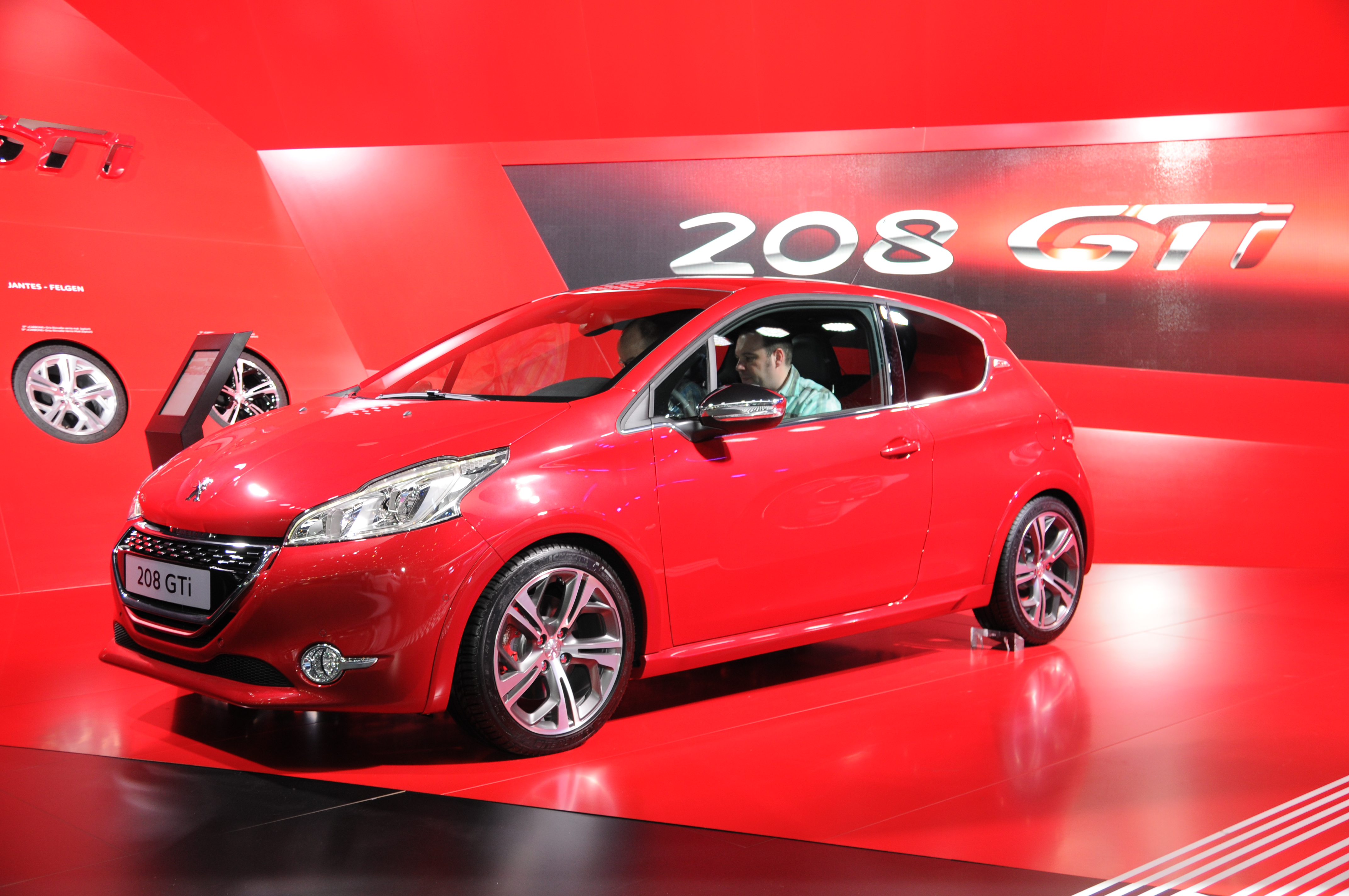
Peugeot 208 GTi (2013–2015)

### Ottomotoren
|                                             | 1.0 VTi 68                 | 1.2 PureTech 68            | 1.2 PureTech 72            | 1.2 PureTech 82                                       | 1.4 VTi 95                 | 1.2 PureTech 110                                    | 1.6 VTi 120                  | 1.6 THP 155                  | 1.6 THP 165                  | GTi 200 THP                  | GTi 30th                     |
| Bauzeitraum                                 | 09/2012–08/2016            | 11/2016–03/2019            | 08/2016–11/2016            | 09/2012–03/2019                                       | 04/2012–01/2015            | 01/2015–03/2019                                     | 04/2012–05/2015              | 09/2012–04/2015              | 04/2015–11/2015              | 03/2013–04/2015              | 10/2014–04/2018              |
| Motorkenndaten                              |                            |                            |                            |                                                       |                            |                                                     |                              |                              |                              |                              |                              |
| Motortyp                                    | R3-Ottomotor               | R3-Ottomotor               | R3-Ottomotor               | R3-Ottomotor                                          | R4-Ottomotor               | R3-Ottomotor                                        | R4-Ottomotor                 | R4-Ottomotor                 | R4-Ottomotor                 | R4-Ottomotor                 | R4-Ottomotor                 |
| Gemischaufbereitung                         | Saugrohreinspritzung       | Saugrohreinspritzung       | Saugrohreinspritzung       | Saugrohreinspritzung                                  | Saugrohreinspritzung       | Direkteinspritzung                                  | Saugrohreinspritzung         | Direkteinspritzung           | Direkteinspritzung           | Direkteinspritzung           | Direkteinspritzung           |
| Motoraufladung                              | —                          | —                          | —                          | —                                                     | —                          | Turbolader                                          | —                            | Turbolader                   | Turbolader                   | Turbolader                   | Turbolader                   |
| Hubraum                                     | 999 cm³                    | 1199 cm³                   | 1199 cm³                   | 1199 cm³                                              | 1397 cm³                   | 1199 cm³                                            | 1598 cm³                     | 1598 cm³                     | 1598 cm³                     | 1598 cm³                     | 1598 cm³                     |
| max. Leistung                               | 50 kW (68 PS) bei 5750/min | 50 kW (68 PS) bei 5750/min | 53 kW (72 PS) bei 6350/min | 60 kW (82 PS) bei 5750/min                            | 70 kW (95 PS) bei 6000/min | 81 kW (110 PS) bei 5500/min                         | 88 kW (120 PS) bei 6000/min  | 115 kW (156 PS) bei 6000/min | 120 kW (163 PS) bei 6000/min | 147 kW (200 PS) bei 6000/min | 153 kW (208 PS) bei 6000/min |
| max. Drehmoment                             | 95 Nm bei 3000/min         | 106 Nm bei 2750/min        | 109 Nm bei 2600/min        | 118 Nm bei 2750/min                                   | 136 Nm bei 4000/min        | 205 Nm bei 1500/min                                 | 160 Nm bei 4250/min          | 240 Nm bei 1400–4000/min     | 240 Nm bei 1400–4000/min     | 275 Nm bei 1700–4500/min     | 300 Nm bei 3000/min          |
| Kraftübertragung                            |                            |                            |                            |                                                       |                            |                                                     |                              |                              |                              |                              |                              |
| Antrieb, serienmäßig                        | Vorderradantrieb           | Vorderradantrieb           | Vorderradantrieb           | Vorderradantrieb                                      | Vorderradantrieb           | Vorderradantrieb                                    | Vorderradantrieb             | Vorderradantrieb             | Vorderradantrieb             | Vorderradantrieb             | Vorderradantrieb             |
| Getriebe, serienmäßig                       | 5-Gang-Schaltgetriebe      | 5-Gang-Schaltgetriebe      | 5-Gang-Schaltgetriebe      | 5-Gang-Schaltgetriebe                                 | 5-Gang-Schaltgetriebe      | 5-Gang-Schaltgetriebe ab 2018-6-Gang-Schaltgetriebe | 5-Gang-Schaltgetriebe        | 6-Gang-Schaltgetriebe        | 6-Gang-Schaltgetriebe        | 6-Gang-Schaltgetriebe        | 6-Gang-Schaltgetriebe        |
| Getriebe, optional                          | –                          | –                          | –                          | ETG5 (elektronisch gesteuertes 5-Gang-Schaltgetriebe) | –                          | [6-Stufen-Automatikgetriebe]                        | [4-Stufen-Automatikgetriebe] | –                            | –                            | –                            | –                            |
| Messwerte                                   |                            |                            |                            |                                                       |                            |                                                     |                              |                              |                              |                              |                              |
| Höchstgeschwindigkeit                       | 163 km/h                   | 165 km/h                   | 165 km/h                   | 175 km/h [175 km/h]                                   | 188 km/h                   | 188–190 km/h [194 km/h]                             | 190 km/h [190 km/h]          | 215 km/h                     | 218 km/h                     | 230 km/h                     | 230 km/h                     |
| Beschleunigung, 0–100 km/h                  | 14,0 s                     | 13,8 s                     | 13,8 s                     | 12,2 s [14,5 s]                                       | 10,5 s                     | 9,3–9,6 s [10,7 s]                                  | 8,9 s [10,7 s]               | 7,3 s                        | 7,4 s                        | 6,8 s                        | 6,5 s                        |
| Kraftstoffverbrauch auf 100 km (kombiniert) | 4,3 l Super                | 4,7 l Super                | 4,7 l Super                | 4,3–4,6 l Super [4,1 l Super]                         | 5,6 l Super                | 4,5 l Super [4,8 l Super]                           | 5,8 l Super [6,7 l Super]    | 5,8 l Super [6,7 l Super]    | 5,6 l Super                  | 5,9 l Super                  | 5,4 l Super                  |
| CO2-Emission (kombiniert)                   | 99 g/km                    | 108 g/km                   | 108 g/km                   | 104 g/km [95 g/km]                                    | 129 g/km                   | 99–106 g/km [110 g/km]                              | 134 g/km [154g/km]           | 135 g/km                     | 129 g/km                     | 139 g/km                     | 125 g/km                     |
| Abgasnorm nach EU-Klassifikation            | Euro 5                     | Euro 6d-Temp 1             | Euro 6                     | Euro 6d-Temp 1                                        | Euro 5                     | Euro 6d-Temp 2                                      | Euro 5                       | Euro 5                       | Euro 6                       | Euro 5                       | Euro 6                       |

### Dieselmotoren
|                                             | 1.4 HDi FAP 68                 | 1.4 e-HDi FAP 68 EGS5                 | 1.6 e-HDi FAP 92               | 1.6 e-HDi FAP 92 EGS6                 | 1.6 BlueHDi FAP 100            | 1.5 BlueHDi FAP 100            | 1.6 e-HDi FAP 115              | 1.6 BlueHDi FAP 120            |
| Bauzeitraum                                 | 04/2012–03/2015                | 04/2012–03/2015                       | 04/2012–03/2015                | 09/2012–03/2015                       | 03/2015–02/2018                | 03/2018–12/2018                | 04/2012–01/2015                | 01/2015–02/2018                |
| Motorkenndaten                              |                                |                                       |                                |                                       |                                |                                |                                |                                |
| Motortyp                                    | R4-Dieselmotor                 | R4-Dieselmotor                        | R4-Dieselmotor                 | R4-Dieselmotor                        | R4-Dieselmotor                 | R4-Dieselmotor                 | R4-Dieselmotor                 | R4-Dieselmotor                 |
| Gemischaufbereitung                         | Common-Rail-Direkteinspritzung | Common-Rail-Direkteinspritzung        | Common-Rail-Direkteinspritzung | Common-Rail-Direkteinspritzung        | Common-Rail-Direkteinspritzung | Common-Rail-Direkteinspritzung | Common-Rail-Direkteinspritzung | Common-Rail-Direkteinspritzung |
| Motoraufladung                              | Turbolader                     | Turbolader                            | Turbolader                     | Turbolader                            | Turbolader                     | Turbolader                     | Turbolader                     | Turbolader                     |
| Hubraum                                     | 1398 cm³                       | 1398 cm³                              | 1560 cm³                       | 1560 cm³                              | 1560 cm³                       | 1499 cm³                       | 1560 cm³                       | 1560 cm³                       |
| max. Leistung                               | 50 kW (68 PS) bei 4000/min     | 50 kW (68 PS) bei 4000/min            | 68 kW (92 PS) bei 4000/min     | 68 kW (92 PS) bei 4000/min            | 73 kW (99 PS) bei 3500/min     | 75 kW (102 PS) bei 3500/min    | 84 kW (114 PS) bei 3600/min    | 88 kW (120 PS) bei 3500/min    |
| max. Drehmoment                             | 160 Nm bei 1750/min            | 160 Nm bei 1750/min                   | 230 Nm bei 1750/min            | 230 Nm bei 1750/min                   | 254 Nm bei 1750/min            | 250 Nm bei 1750/min            | 270 Nm bei 1750/min            | 300 Nm bei 1750/min            |
| Kraftübertragung                            |                                |                                       |                                |                                       |                                |                                |                                |                                |
| Antrieb, serienmäßig                        | Vorderradantrieb               | Vorderradantrieb                      | Vorderradantrieb               | Vorderradantrieb                      | Vorderradantrieb               | Vorderradantrieb               | Vorderradantrieb               | Vorderradantrieb               |
| Getriebe, serienmäßig                       | 5-Gang-Schaltgetriebe          | automatisiertes 5-Gang-Schaltgetriebe | 5-Gang-Schaltgetriebe          | automatisiertes 6-Gang-Schaltgetriebe | 5-Gang-Schaltgetriebe          | 6-Gang-Schaltgetriebe          | 6-Gang-Schaltgetriebe          | 6-Gang-Schaltgetriebe          |
| Messwerte                                   |                                |                                       |                                |                                       |                                |                                |                                |                                |
| Höchstgeschwindigkeit                       | 163 km/h                       | 165 km/h                              | 185 km/h                       | 185 km/h                              | 187 km/h                       | 188 km/h                       | 190 km/h                       | 190 km/h                       |
| Beschleunigung, 0–100 km/h                  | 13,5 s                         | 16,2 s                                | 10,9 s                         | 10,9 s                                | 10,7 s                         | 10,5 s                         | 9,7 s                          | 9,4 s                          |
| Kraftstoffverbrauch auf 100 km (kombiniert) | 3,8 l Diesel                   | 3,4 l Diesel                          | 3,8 l Diesel                   | 3,8 l Diesel                          | 3,0 l Diesel                   | 3,7 l Diesel                   | 3,8 l Diesel                   | 3,6 l Diesel                   |
| CO2-Emission (kombiniert)                   | 98 g/km                        | 87 g/km                               | 98 g/km                        | 98 g/km                               | 79 g/km                        | 97 g/km                        | 99 g/km                        | 94 g/km                        |
| Abgasnorm nach EU-Klassifikation            | Euro 5                         | Euro 5                                | Euro 5                         | Euro 5                                | Euro 6                         | Euro 6d-TEMP                   | Euro 5                         | Euro 6                         |

## Zulassungszahlen in Deutschland
Seit dem Marktstart bis einschließlich Dezember 2018 wurden in Deutschland insgesamt 97.817 Peugeot 208 I neu zugelassen. Mit 20.626 Einheiten war 2017 das erfolgreichste Verkaufsjahr.
| Jahr                                                          |      |  | Stück  |        |
| 2012                                                          | 2012 |  | 11.844 | 11.844 |
| 2013                                                          | 2013 |  | 16.252 | 16.252 |
| 2014                                                          | 2014 |  | 12.952 | 12.952 |
| 2015                                                          | 2015 |  | 12.629 | 12.629 |
| 2016                                                          | 2016 |  | 13.396 | 13.396 |
| 2017                                                          | 2017 |  | 20.626 | 20.626 |
| 2018                                                          | 2018 |  | 10.118 | 10.118 |
| Zulassungszahlen in Deutschland, Quelle: Kraftfahrt-Bundesamt |      |  |        |        |

## Verbrauchs-Rekord
Nach Angaben des Herstellers stellte der Peugeot 208 im Frühjahr 2015 einen Niedrig-Verbrauchsrekord auf. Ein 208 hatte mit nur 43 Litern Diesel eine Strecke von 2152 km zurückgelegt, was einem Verbrauch von unter 2 Litern pro 100 Kilometern entspricht. Die verbrauchsoptimierte Rekordfahrt dauerte 38 Stunden und wurde von der französischen Technischen Union der Auto-, Motorrad- und Fahrradhersteller (Utac) überwacht.